# Centroina lewis
Centroina lewis là một loài nhện trong họ Lamponidae. Loài này được phát hiện ở Queensland.